# Perisphaerus glomeriformis
Perisphaerus glomeriformis är en kackerlacksart som beskrevs av Lucas 1862. Perisphaerus glomeriformis ingår i släktet Perisphaerus och familjen jättekackerlackor.
Artens utbredningsområde är Filippinerna. Inga underarter finns listade i Catalogue of Life.